# 2025 en littérature
| Années de la littérature : 2022 - 2023 - 2024 - 2025 - 2026 - 2027 - 2028    |
| Décennies de la littérature : 1990 - 2000 - 2010 - 2020 - 2030 - 2040 - 2050 |

Cet article présente les faits marquants de l'année 2025 en littérature.

## Évènements
- 21 février : Hadi Matar est reconnu coupable par le tribunal de Mayville (État de New York, États-Unis) de sa tentative d'assassinat sur l'écrivain Salman Rushdie le 12 août 2022[1]; le 16 mai suivant, il est condamné 25 ans de prison[2].
- 7 mai : l'Algérie émet deux mandats d'arrêt internationaux envers Kamel Daoud, l'accusant de non-respect de la vie privée, basés sur la polémique l'accusant d'avoir basé l'intrigue de son roman Houris, Prix Goncourt 2024, sur la violation du secret médical de Saâda Arbane, une patiente de sa femme ; Jacqueline Laffont-Haïk, l'avocate de Daoud, estime que « Les motivations de tels mandats algériens ne pourraient qu’être politiques et s’inscrire dans un ensemble de procédures menées pour réduire au silence un écrivain dont le dernier roman évoque les massacres de la décennie noire en Algérie », et annonce l'intention de son client de contester les mandats auprès d'Interpol[3].

## Commémorations
- 14 janvier : centenaire de la naissance de Yukio Mishima, écrivain japonais.
- 27 avril : bicentenaire de la mort de Dominique Vivant Denon, écrivain, diplomate et administrateur français.
- 4 juin : centenaire de la mort de Pierre Louÿs, écrivain français.
- 11 juin : centenaire de la naissance de William Styron, écrivain américain.
- 16 juin : centenaire de la naissance de Jean d'Ormesson, écrivain français.
- 30 juin : centenaire de la naissance de Philippe Jaccottet, poète suisse.
- 6 septembre : centenaire de la naissance de Andrea Camilleri, écrivain italien.
- 14 septembre : centenaire de la naissance de Maurice Pons, écrivain français.
- 19 octobre : centenaire de la naissance de Roger Nimier, écrivain français.

## Parutions

### Essais
- 6 février : Adèle Yon, Mon vrai nom est Élisabeth, Éditions du sous-sol, 392 p. (ISBN 978-2-07-306119-5).

### Histoire
- 6 février : Johann Chapoutot, Les Irresponsables : Qui a porté Hitler au pouvoir ?, Paris, Gallimard, coll. « NRF Essais », 304 p. (ISBN 978-2-07-306119-5).

### Nouvelle
- Mars : Sunrise on the Reaping, Suzanne Collins[4]

### Poésie

#### Recueils
- Denise Desautels, Elle, Ulysse : Un retour, Montréal, Éditions du Noroît, 2025, 128 p. (ISBN 9782897664879)

#### Anthologies
- Esprit de résistance, dir. Jean-Yves Reuzeau pour la série L'Année poétique : 118 poètes d'aujourd'hui, Seghers, Paris, 400 p.  (ISBN 9782232148095)

## Décès
- 19 janvier : Pierre Mertens, écrivain belge.
- 5 fevrier : Paul-Loup Sulitzer, écrivain et homme d'affaires français.
- 17 février : Antonine Maillet, écrivaine canadienne.
- 20 février : Frankétienne, poète, dramaturge, peintre et musicien haïtien.
- 8 mars : Athol Fugard, dramaturge sud-africain.
- 13 avril : Mario Vargas Llosa, écrivain péruvien et espagnol.
- 7 mai : Angelo Rinaldi, écrivain et critique littéraire français.
- 13 mai : Fadéla M'Rabet, biologiste, enseignante, écrivaine et militante féministe algérienne, exilée en France.
- 28 mai : Ngugi wa Thiong'o, écrivain kényan.
- 2 juin : Pierre Nora, historien et éditeur français.
- 3 juin : Edmund White,  écrivain américain.
- 4 juin : Philippe Labro, journaliste et écrivain français.
- 9 juin : Frederick Forsyth, journaliste, espion et écrivain britannique.